# Saskia Tidey
Saskia Tidey (Glenageary, Irlanda, 11 de junio de 1993) es una deportista británico-irlandesa que compite en vela en la clase 49er FX.
Ganó una medalla de plata en el Campeonato Mundial de 49er y dos medallas en el Campeonato Europeo de 49er, en los años 2017 y 2024.
Participó en dos Juegos Olímpicos de Verano, ocupando el decimosegundo lugar en Río de Janeiro 2016 y el sexto en Tokio 2020, en la clase 49er FX.

## Palmarés internacional
| \| Representando al Reino Unido \| \| \| \| \| Campeonato Mundial \| \| \| \| \| Año \| Lugar \| Medalla \| Clase \| \| 2020 \| Geelong (Australia) \| Medalla de plata \| 49er FX \| \| Campeonato Europeo \| \| \| \| \| Año \| Lugar \| Medalla \| Clase \| \| 2017 \| Kiel (Alemania) \| Medalla de plata \| 49er FX \| \| 2024 \| La Grande-Motte (Francia) \| Medalla de bronce \| 49er FX \| |                           |                   |         |
| Representando al Reino Unido |                           |                   |         |
| Campeonato Mundial |                           |                   |         |
| Año | Lugar                     | Medalla           | Clase   |
| 2020 | Geelong (Australia)       | Medalla de plata  | 49er FX |
| Campeonato Europeo |                           |                   |         |
| Año | Lugar                     | Medalla           | Clase   |
| 2017 | Kiel (Alemania)           | Medalla de plata  | 49er FX |
| 2024 | La Grande-Motte (Francia) | Medalla de bronce | 49er FX |